# Willy Möhwald
Willy Möhwald, właśc. Wilhelm Möhwald (ur. 1 września 1908 w Herlikovicach, zm. 15 maja 1975 w Gauting) – czechosłowacki skoczek narciarski, olimpijczyk z Sankt Moritz.

## Igrzyska olimpijskie
Uczestniczył w Zimowych Igrzyskach Olimpijskich 1928 w Sankt Moritz. Był jednym z czterech skoczków czechosłowackich na tych igrzyskach.
Wystąpił w zawodach na skoczni normalnej K-66. W pierwszej serii oddał jeden z krótszych skoków konkursu (46 m). W drugiej serii poprawił się o 13 metrów (skoczył na odległość 59 m). Möhwald zakończył konkurs z notą łączną 15,500 pkt.; dała mu ona 15. miejsce ex aequo z Kanadyjczykiem Jerrym Dupuisem.
| Miejsce | Data           | Miejscowość  | Konkurs                         | Skok 1 | Skok 2 | Sędzia 1   | Sędzia 2   | Sędzia 3   | Nota łączna | Strata     | Zwycięzca    |
| ------- | -------------- | ------------ | ------------------------------- | ------ | ------ | ---------- | ---------- | ---------- | ----------- | ---------- | ------------ |
| 15.     | 18 lutego 1928 | Sankt Moritz | Skocznia normalna indywidualnie | 46 m   | 59 m   | 15,250 pkt | 15,750 pkt | 15,500 pkt | 15,500 pkt  | -3,708 pkt | Alf Andersen |